# Ariadna bellatoria
Ariadna bellatoria är en spindelart som beskrevs av Raymond Comte de Dalmas 1917. Ariadna bellatoria ingår i släktet Ariadna och familjen sexögonspindlar. Inga underarter finns listade i Catalogue of Life.